# Cecilia Parker
Cecilia Parker (26 de abril de 1914 – 25 de julio de 1993) fue una actriz estadounidense nacida en Canadá. Fue más conocida por interpretar a Marian Hardy, la hermana de Andy Hardy en once de las películas de la serie Andy Hardy.

## Primeros años y carrera
Cecilia Parker nació en Fort William, Ontario, Canadá el 26 de abril de 1914. Su madre, Mrs. Naudy Anna Parker, la trajo de niña al sur de California. Su padre era de Inglaterra como soldado inglés. Parker se graduó en el Convent of the Immaculate Heart de Hollywood, en Los Ángeles, en 1931. En aquel momento residía con sus padres, Mr & Mrs. Thomas J. Parker, en el 546 North Fuller Street  en Los Ángeles, California. Parker fue seleccionada entre un grupo de figurantes para asistir a la escuela de formación para jóvenes jugadores de los estudios Fox Film.
Pronto fue seleccionada para actuar junto a George O'Brien en The Rainbow Trail (1932). The Rainbow Trail, escrita por Zane Grey, fue la secuela del novelista de Riders of the Purple Sage. Parker protagonizó junto a Tom Tyler y Carmelita Geraghty una serie de películas seriales de 1932-1933 producidas por Universal Pictures titulada Jungle Mystery. En julio de 1933, fue elegida para interpretar a la heroína en el wéstern de Ken Maynard, The Trail Drive (1933). Ese mismo año, fue la protagonista de John Wayne en una de las primeras películas de singing cowboy, Riders of Destiny, y también apareció en Rainbow Ranch.
Tras interpretar a la hermana de Greta Garbo en The Painted Veil (1934), Parker firmó un contrato de siete años con la Metro-Goldwyn-Mayer. El estudio quería una rubia que se pareciera a Garbo de joven. Su nuevo contrato preveía un salario inicial de 75 dólares a la semana y una escala de hasta 1.000 dólares a la semana durante el séptimo año.
En noviembre de 1935, Parker compró una nueva casa en Beverly Hills, California. Al año siguiente se incorporó a la escuela de ballet de Dave Gould en MGM, junto con Maureen O'Sullivan. En otoño de 1936, Parker ya estudiaba canto.

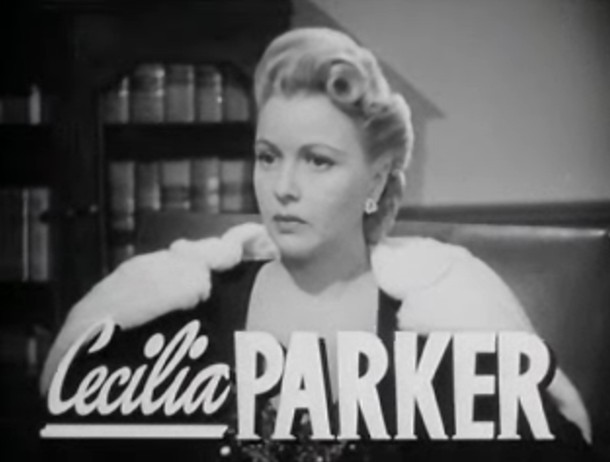
Traíler de Grand Central Murder (1942)

Interpretó a Marian Hardy en la popularísima serie de películas de Andy Hardy a finales de los años treinta y principios de los cuarenta. Participó en la película original de Hardy, A Family Affair, en 1937. Mickey Rooney interpretó a Andy Hardy en la serie, secundado por Lewis Stone, Ann Rutherford y Fay Holden. Las películas fueron dirigidas por George B. Seitz. Su personaje, Marian, aparecía en la mayoría de las películas, y sus romances eran una característica recurrente de la serie.
Aunque ella y el personaje que interpretaba estuvieron ausentes en las dos últimas películas de Andy Hardy de los años 40, salió de su retiro para interpretar a Marian Hardy en una película más, en 1958. Andy Hardy Comes Home fue un intento de revivir y actualizar la serie, pero no tuvo éxito. Parker volvió entonces al negocio inmobiliario que ella y su marido regentaban en Ventura, California, y a partir de entonces actuó en contadas ocasiones.

## Vida personal
La hermana de Parker, Linda, fue una actriz que apareció en varios papeles no acreditados a principios de la década de 1930. Ambas hermanas hicieron una vez una prueba para el mismo papel en David Copperfield. Parker era amiga íntima de la actriz Anne Shirley. A mediados de los años 30, ambas mantenían una cita permanente para cenar los jueves por la noche.
En 1938 se casó con el actor Robert Baldwin, quien la ayudó a nacionalizarse estadounidense en 1940.

## Muerte
El 25 de julio de 1993, Parker falleció a los 79 años tras lo que The New York Times calificó de una "larga enfermedad". Le sobrevivieron su marido, una hija, dos hijos, cinco nietos y un bisnieto. Su esposo falleció en 1996.